# Lycophotia concinna
Lycophotia concinna är en fjärilsart som beskrevs av Eugen Johann Christoph Esper 1790. Lycophotia concinna ingår i släktet Lycophotia och familjen nattflyn. Inga underarter finns listade i Catalogue of Life.